# Hans Bongartz
Hans Bongartz (Bonn, 1951. október 3. –) nyugatnémet válogatott Európa-bajnoki ezüstérmes német labdarúgó, középpályás, edző.

## Pályafutása

### Klubcsapatban
1969-ben a Bonner SC csapatában kezdte a labdarúgást. 1971 és 1974 között az SG Wattenscheid 09 játékosa volt. 1974 és 1978 között Schalke 04 csapatában szerepelt, ahol az 1976–77-es idényben bajnoki ezüstérmet szerzett a csapattal. 1978-ban az 1. FC Kaiserslautern együttesébe igazolt. 1984-ben itt fejezte be az aktív labdarúgást. Összesen 298 élvonalbeli mérkőzésen szerepelt a Bundesligában és 39 gólt szerzett.

### A válogatottban
1976 és 1977 között négy alkalommal szerepelt a nyugatnémet válogatottban. Tagja volt 1976-os Európa-bajnoki ezüstérmes csapatnak, de pályára nem lépett. 1974 és 1978 között kilencszeres B-válogatott volt.

### Edzőként
1985 és 1987 között az 1. FC Kaiserslautern edzője volt. 1988 és 1990 között a svájci FC Zürich csapatánál dolgozott. 1990 és 1994, majd 1998 és 2004 között korábbi klubjában az SG Wattenscheid 09 együttesénél tevékenykedett. 1994 és 1996 között a MSV Duisburg, 1996–97-ben a Borussia Mönchengladbach vezetőedzője volt. 2006-ban a Sportfreunde Siegen edzője volt. 2006 és 2008 között a görög Skoda Xánthi erőnléti edzőjeként dolgozott. Legjobb eredménye a Bundesligában az 1. FC Kaiserslauternnel érte az 1986–87-es idényben egy hetedik helyezéssel.

## Sikerei, díjai
NSZK
- Európa-bajnokság
  - ezüstérmes: 1976, Jugoszlávia

 FC Schalke 04
- Nyugatnémet bajnokság (Bundesliga)
  - 2.: 1976–77

 1. FC Kaiserslautern
- Nyugatnémet kupa (DFP-Pokal)
  - döntős: 1981